# Songbird
 For alternative betydninger, se Songbird (software). (Se også artikler, som begynder med Songbird (software))
Sangen "Songbird" er en sang af det britiske band Oasis, som indgår på deres femte studio album, Heathen Chemistry. Sangen blev udgivet d. 3. februar, 2003 som den fjerde single fra førnævnte album. Den nåede en tredieplads på den britiske hitliste. Sangen er skrevet af forsangeren, Liam Gallagher, og det var første gang bandet udgav en single, uden at nummeret var skrevet af guitaristen, Noel Gallagher. 
Sangen er skrevet til Liams kæreste Nicole Appleton, og blevet opfattet som en overraskelse, da den brød med Gallaghers image, som den "hård negl". Han forklarede dette ved at sige: "Jeg kan godt smukke ting ... Det er ikke kun mørkt i Liam-verden. Jeg tager mine solbriller af nu og da, og får et kig på verden, og ser nogle smukke ting."
Nummeret, som desunden også er at finde på opsamlingen Stop the Clocks, er det korteste nummer af Oasis (2:07).

## Eksterne links
- officielle Oasis hjemmeside